# W Ophiuchi
W Ophiuchi är en pulserande variabel av Mira Ceti-typ (M) i stjärnbilden Ormbäraren. 
Stäjärnan varierar mellan visuell magnitud +9,1 och 14,9 med en period av 332,68 dygn.